# Crows Nest
 (juillet 2020).
Si vous disposez d'ouvrages ou d'articles de référence ou si vous connaissez des sites web de qualité traitant du thème abordé ici, merci de compléter l'article en donnant les références utiles à sa vérifiabilité et en les liant à la section « Notes et références ».
Crows Nest est une ville rurale et une localité dans la région de Toowoomba, dans le Queensland, en Australie,.

## Géographie
La ville est située dans les Darling Downs sur la New England Highway, à 158 kilomètres de la capitale de l'État, Brisbane et à 43 kilomètres de la ville voisine de Toowoomba. 

## Démographie
Lors du recensement de 2016, Crows Nest comptait 2160 habitants.